# Río Zenta
Le río Zenta encore appelé río Blanco est une rivière argentine, affluent en rive droite du río Bermejo. Il est donc un sous-affluent du Paraná par le Bermejo puis par le Paraguay.
La rivière coule en province de Salta dans le département d'Orán.

## Géographie
La rivière naît à 4 300 mètres d'altitude dans la région andine du Nord-ouest argentin, dans la Sierra de Zenta, non loin de la frontière entre les provinces de Jujuy et de Salta. Tout au long de son parcours, elle coule d'ouest en est, dévalant les pentes orientales de la cordillère des Andes, et traversant des régions de yungas très arrosées.
Son bassin, de faible étendue, ne compte que 1 600 km2, soit une superficie équivalente à la moitié de celle du département du Rhône en France, ou encore une superficie plus ou moins égale à celle du canton de Fribourg en Suisse.
Malgré cela, le río Zenta est un cours d'eau abondant dont le débit annuel moyen se monte à 34 m3/s à Vado Hondo, 25 km en amont de sa confluence avec le río Bermejo.
Après un parcours de quelqus 110 km, le río Zenta se jette en rive droite dans le río Bermejo, six kilomètres au nord-est de la ville de San Ramón de la Nueva Orán.

## Affluent
- Le río San Andres, abondant lui aussi, lui donne ses eaux en rive gauche.

## Villes arrosées
- Le río Zenta coule à peu de distance au nord-ouest de la ville de San Ramón de la Nueva Orán, dont il baigne la banlieue nord.